# مجمع النفایس
مجمع النفایس یکی از جامع ترین تذکرہ ھای شعرای زبان فارسی در شبه قارہ ھند و پاکستان محسوب می شود۔  مصنف مجمع النفایس سراج‌الدین علی خان آرزو است۔

## ارزش ادبی و محتوای
مجمع النفایس یکی از جامع ترین تذکرہ ھای شعرای زبان فارسی، باید گفت که تذکرہ مجمع النفایس دائرۃ المعارفی از شعر فارسی است که از دورہ غزنویان تا او اوسط قرن دوازدھم ھجری سرودہ شدہ است۔ از این جھت تذکرہ حاضر ھم تاریخی جامعی است از نفوذ فرھنگ و ادبیات ایران در سراسر شبه قارہ ھند و پاکستان و ھم نمایندہ سبکھای  گوناگون است که در طی این ھمه قرون در شعر و ادبیات فارسی به وجود آمدہ است۔ آرزو در تراجم شعرای متقدم ترجمه ایشان را مختصر ولی کلامشان را نسبتاً مفصلتر آوردہ است و در انتخاب اشعار نیز ذوق و سلیقه مخصوص به خرج دادہ است۔ 

این تذکرہ در زمان حیات مؤلف مورد توجه فضلا و ادباء بودہ است۔ مؤلفان ھم عصر وی به این اثر اھمیت و توجه می دادند، و تذکرہ نویسان بعدی نیز فوائد بسیاری از تذکرہ مجمع النفایس کسب کردہ اند مثل محمد قدرت اللہ متخلص به شوق مؤلف تکملة   الشعراء جام جمشید (متوفی در سال ۱۲۲۴ق ھ ) و حسین قلی خان مؤلف تذکرہ نشتر عشق، رحم علیخان ایمان مؤلف تذکرہ منتخب اللطائف، خوشگو مؤلف سفینه خوشگو از این تذکرہ فیض ھا بردہ اند۔

در این تذکرہ نام غالب شعرای عصر غزنویان تا زمان خود آرزو نوشته شدہ است ولی اھمیت اصلی آن در این است که وی شرح حال شاعران معاصر خود را در این تذکرہ درج کردہ و دربارہ شعرایی که در دیگر تذکرہ ھا ذکر شان کمتر است بحث کردہ۔  آرزو    در کتاب خود ترجمه چند تن از ریخته گویان را نیز ذکر کردہ است مثل خواجه میر درد  خود   آرزو  نیز در زبان ریخته شعر می گفت و ھر ماہ در خانه او مجلس شعری برپا می شد و شعراء کلام خود شان را می خواندند۔ 

## اھمیت تاریخی
به علت عدم ضبط تاریخھا و سنوات از ارزش تاریخی مجمع النفایس کاسته شدہ است بعد از بررسی دقیق این تذکرہ ما فقط به نود و چھار موارد برمی خوریم که آرزو تاریخھا را ذکر کردہ است۔ اکثر این تاریخھا و سنوات به وفات شعراء تعلق دارد۔ در ۵۶ مورد فقط تاریخ وفات را ذکر کردہ است۔ در چند مورد جلوس پادشاہ یا تولد شاھزادہ یا تاریخ فتح جایی را نوشته۔ تفصیل ھر کدام جداگانه نوشته می شود۔